# Ostatni amerykański bohater
Ostatni amerykański bohater, tytuł oryginalny The Last American Hero – amerykański film akcji w reżyserii Lamonta Johnsona, którego premiera odbyła się 27 lipca 1973 roku.

## Obsada
Źródło: Rotten Tomatoes

- Jeff Bridges – Elroy Jackson Jr./Junior Jackson
- Valerie Perrine – Marge Dennison
- Geraldine Fitzgerald – Mrs. Jackson
- Ned Beatty – Hackel
- Gary Busey – Wayne Jackson
- Art Lund – Elroy Jackson Sr.
- Ed Lauter – Burton Colt
- Gregory Walcott – Cleve Morley
- William Smith – Kyle Kingman
- Tom Ligon – Lamar

## Odbiór
W 1973 roku film był nominowany do nagrody National Board of Review w kategorii Best Picture. Ostatni amerykański bohater znalazł się na liście 1000. najlepszych filmów wszech czasów dziennika The New York Times.